# A New Day Yesterday
A New Day Yesterday (2003), též známé jako Jethro Tull: A New Day Yesterday – 25th Anniversary Collection, 1969-1994, je stereo DVD remasterované 25th Anniversary Video od britské skupiny Jethro Tull.

## Seznam stop
- Introduction / Living In The Past (live) – Brusel ‘93
- Nothing Is Easy (live) – Isle of Wight ‘70
- 25th Anniversary Reunion
- Teacher (live) Francouzská TV ‘70
- Witch’s Promise (live) – BBC Top Of The Pops ‘70
- Story Of The Hare Who Lost His Spectacles
- Minstrel In The Gallery (live) – Paříž ‘75
- Aqualung (live) – BBC Sight & Sound ‘77
- Thick As A Brick Rehearsal/ Thick As . . . (live) – Madison Square Garden ‘78
- Songs From The Wood (live) – Londýn ‘80
- Too Old To Rock N Roll . . . – Promo Video Clip ‘80
- Kissing Willie – Promo Video Clip ‘89
- 25th Anniversary Tour Rehearsals / My god
- Rocks On The Road – Promo Video ‘91
- A New Day Yesterday (live) – Promo Video
- Teacher (live) – French TV ’70 kompletní vystoupení
- Witch’s Promise (live) – BBC Top Of The Pops ’70 kompletní vystoupení
- Story Of The Hare Who Lost His Spectacles – Passion Play Tour ‘73
- Aqualung (live) – BBC Sight & Sound ’70 kompletní vystoupení
- Kissing Willie – full promo video ‘89
- Rocks On The Road – plné promo video ‘91
- Living In The Past (live) – Brussels ’93 kompletní vystoupení